# KNSM-laan
De KNSM-laan is een laan op het KNSM-eiland in het Oostelijk Havengebied van de Nederlandse hoofdstad Amsterdam. De naam verwijst naar de Koninklijke Nederlandse Stoomboot-Maatschappij (KNSM), die van 1903 tot 1979 op het kunstmatige 'eiland' was gevestigd.
Na het vertrek van de KNSM namen krakers en kunstenaars bezit van de havengebouwen, enkele jaren later gevolgd door stadsnomaden die neerstreken op de open ruimte tussen de gebouwen. In de eerste helft van de jaren 1990 werd het verloederde gebied heringericht volgens een masterplan van architect-stedenbouwkundige Jo Coenen. Het plan voorzag in een boulevard-achtige hoofdstraat, die in 1991 de naam KNSM-laan kreeg. De laan werd aangelegd op de plaats van het voormalig spoorwegemplacement langs de middenas van het eiland. De bebouwing aan de KNSM-laan bestaat deels uit gerenoveerde havengebouwen, deels uit nieuwe wooncomplexen, waarvan enkele ontworpen zijn door internationaal bekende architecten. Ondanks de voor die tijd dichte bebouwing heeft de laan een vrij groen karakter.

## Ligging

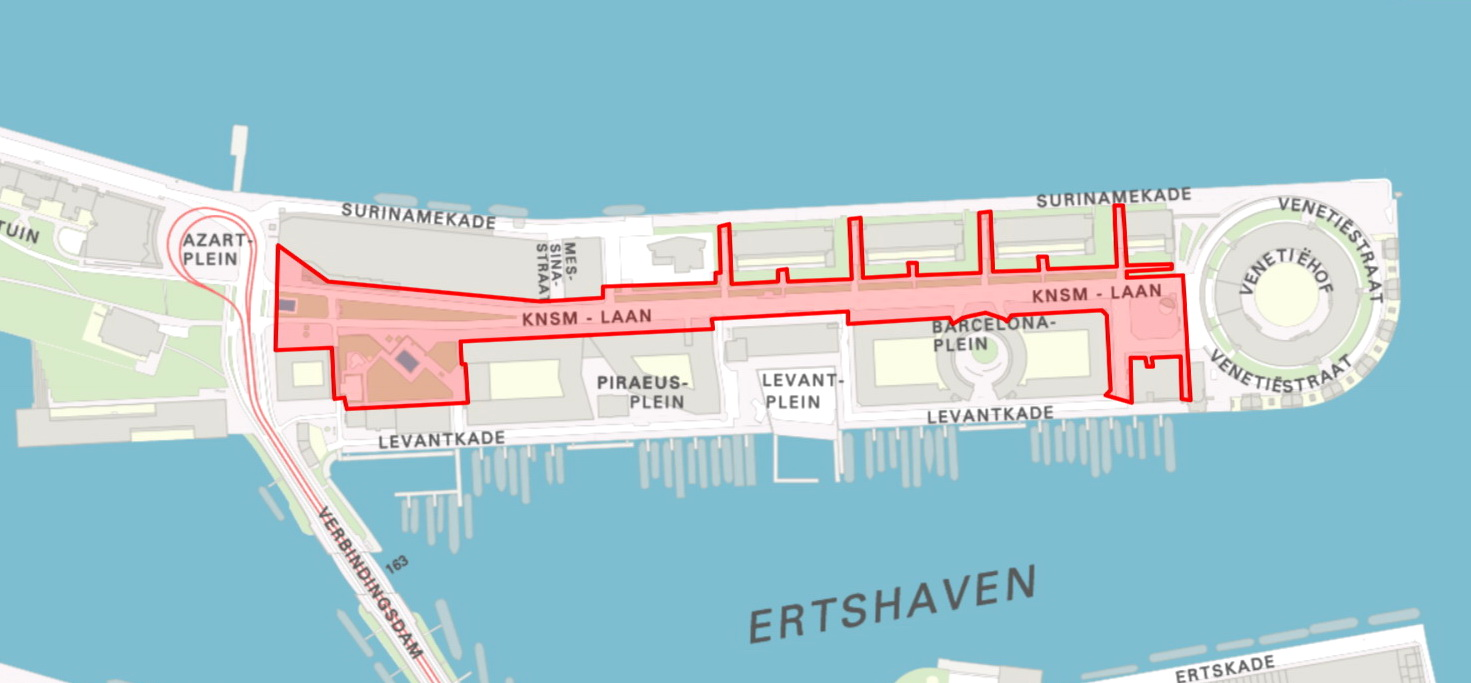
BAG-kaart van het KNSM-eiland met rood omrand de openbare ruimte die tot de KNSM-laan gerekend wordt

De KNSM-laan is de hoofdstraat van het KNSM-eiland, zowel verkeerstechnisch als stedenbouwkundig. De laan strekt zich uit van het Azartplein in het westen tot aan de Venetiëstraat / Venetiëhof in het oosten. De cirkelvormige Venetiëstraat vormt de oostelijke begrenzing van het eiland. Daarmee is de KNSM-laan feitelijk een doodlopende straat. De laan telt aan de noordzijde enkele korte zijstraten, waarvan alleen de meest westelijke een eigen naam heeft: de Messinastraat. De andere 'straatjes' behoren tot de openbare ruimte van de KNSM-laan. Ook de zijstraten aan de zuidzijde van de KNSM-laan hebben geen eigen naam. Twee daarvan, aan weerszijden van het kantinegebouw, zijn onderdeel van het Levantplein; de andere zijstraten en openbare ruimten − inclusief het plantsoen aan de zuidwestzijde en het plein aan de zuidoostzijde − worden tot de KNSM-laan gerekend.
De laan is van west naar oost gemeten ongeveer 600 meter lang en op de meeste plaatsen zo'n 35 meter breed (inclusief trottoirs en groenstroken). Aan de oostzijde verbreedt de straat zich tot een vierkant plein van circa 60 × 60 m. Het plein loopt naar het oosten toe ongeveer een meter op, wat goed te zien is aan de keermuur bij het pand aan de zuidzijde (zie laatste afbeelding onder Oostelijk straatdeel). Vanaf het noordoostelijk deel van het pleintje voert een trappartij naar de lager gelegen Surinamekade. Naar de Levantkade toe bevinden zich aan de zuidzijde van de Venetiëstraat twee trappartijen, ter plaatse Rijnloodspad genoemd. Het hoogteverschil dateert uit de tijd van de herinrichting, maar de reden is niet bekend.

## Geschiedenis

### Naamgeving
De KNSM-laan kreeg zijn naam op 30 oktober 1991 van het toenmalige stadsdeel Zeeburg. De straat is vernoemd naar de Koninklijke Nederlandse Stoomboot-Maatschappij (KNSM), die hier decennialang gevestigd was en waarnaar het eiland is vernoemd. Andere straatnamen in de omgeving verwijzen naar de handelsbetrekkingen van de KNSM met het Middellandse Zeegebied (Levantkade, Levantplein, Piraeusplein, Barcelonaplein, Messinastraat, Venetiëstraat en Venetiëhof) of de betrekkingen met 'de West' (Surinamekade). Op het aanluitende Java-eiland verwijzen de straatnamen naar de contacten met 'de Oost' (Javakade, Sumatrakade).

### Havengebied
Het KNSM-eiland is het oostelijk deel van een eind negentiende eeuw aangelegd eiland in het IJ, aanvankelijk aangeduid als IJ-eiland. Oorspronkelijk diende het slechts als golfbreker voor de al langer bestaande Oostelijke Handelskade. Later werd aan de zuidzijde een havenkade aangelegd, de IJ-kade. Het westelijk deel van die kade, later Javakade genoemd, werd het eerst in gebruik genomen. In 1903 verhuisde het etablissement van de Koninklijke Nederlandse Stoomboot-Maatschappij naar het oostelijk deel van het IJ-eiland. De eerste loodsen en administratiegebouwen in dit deel van het IJ-eiland verrezen aan de IJkade, de latere Levantkade. De noordkade, de latere Surinamekade, werd pas vanaf circa 1910 ontwikkeld. De bebouwingsgeschiedenis van het KNSM-eiland is voor een deel af te lezen aan de nummering van de havenloodsen: aan de Levantkade van west naar oost 1 tot en met 3 en aan de Surinamekade 4 tot en met 6 van oost naar west. Het gebied tussen de kades, het middendeel van het eiland, was in gebruik als spoorwegemplacement. Op een plattegrond van 1909 is ter plekke van de latere Levantkade een tweetal treinsporen te herkennen. Ten noorden van de bebouwing aan die kade bevinden zich dan een viertal sporen en een verkeersweg. Op de noordkade/Surinamekade lagen twee treinsporen en een kraanspoor. Op een prent uit circa 1910-1920 (zie afbeelding hiernaast) is het aantal sporen op het middendeel van het KNSM-eiland toegenomen tot acht of meer. Goederentreinen reden vanaf het rangeerterrein De Rietlanden over de Verbindingsdam naar het Java-eiland. Vanwege de scherpe hoek tussen de dam en het eiland moesten ze daar keren om het KNSM-eiland te bereiken.
Foto's uit de jaren 1920 en '30 tonen grote bedrijvigheid, zowel aan de kades als op het spoorwegemplacement. Het middengebied, inclusief het tracé van de tegenwoordige KNSM-laan, was een groot aaneengesloten emplacement met vijf tot acht sporen, diverse aftakkingen naar de kadesporen en talrijke wissels. Ter hoogte van het latere kantinegebouw liep een loopbrug diagonaal over het emplacement, waardoor men zich veilig van de ene kade naar de andere kon begeven. De kades waren niet toegankelijk voor wegverkeer. Het overladen van scheepsvracht op handkarren, paard en wagens of vrachtwagens gebeurde aan de achterkant van de loodsen, waar twee parallelle verkeerswegen liepen. Deze droegen dezelfde namen als de kades, zoals te zien is op een foto uit 1949 van loods 6 met straatnaambordje Surinamekade (afbeelding hiernaast). Naast de L-vormige loods 3 (de "fruitloods") stond het kantoor van de Nieuwe Rijnvaart Maatschappij (NRM), een dochtermaatschappij van de KNSM. Tussen loods 4 en 5, ter plekke van het huidige woongebouw Archimedes, bevond zich een gebouwencluster, waarvan de functie niet duidelijk is. Het douanegebouw, in feite een onderdeel van loods 5, was door middel van overbouwingen verbonden met loods 6.
In september 1944, tegen het einde van de Tweede Wereldoorlog, werden alle Amsterdamse havenarbeiders ontslagen. Nadat enkele dagen later de etablissementen van de KNSM en andere rederijen op last van de Duitse bezetter waren ontruimd, blies een speciaal  Sprengkommando alle ruim 150 havenkranen in het Oostelijk Havengebied op. Daarbij raakten ook kades en havenloodsen beschadigd. De nog min of meer intacte loodsen op het KNSM-eiland werden in de laatste oorlogsmaanden gebruikt als interneringskamp voor Nederlandse mannen die vanwege de Arbeitseinsatz waren opgepakt. Na de oorlog werd een deel van de loodsen gebruikt als interneringskamp voor collaborateurs, NSB'ers en andere 'foute' Nederlanders.
Het kamp werd in juli 1946 ontruimd, waarna het herstel van de havenfaciliteiten ter hand werd genomen. In de jaren 1950 maakte de KNSM een nieuwe bloeitijd door. Tegen het einde van dat decennium bezat de rederij honderd zeeschepen en had circa 6.000 medewerkers in dienst. Het honderdjarig bestaan in 1956 werd groots gevierd. Het personeel schonk een beeldengroep (Amphitrite), die een plaats kreeg in de vijver van een vermoedelijk omstreeks 1952 door Mien Ruys ontworpen bedrijfsparkje. Een deel van loods 6 werd omstreeks dezelfde tijd (1956) verbouwd tot eersteklas vertrek- en aankomsthal met als pronkstuk de Kompaszaal. Omstreeks 1960 kwam het markante, op betonnen kolommen rustende kantine- en ontspanningsgebouw tot stand. Luchtfoto's uit de jaren 1950 en '60 tonen het 'eiland' in het autotijdperk. Het aantal sporen op het middendeel is afgenomen tot drie of vier, op het Azartplein en aan weerszijden van het kantinegebouw zijn parkeerterreinen ingericht, en bij de loodsen staan vrachtauto's te laden of te lossen. Op het latere buspleintje staat een grote schuur met onbekende bestemming.
Vanaf eind jaren 1960 ging het minder goed met de Nederlandse zeevaart, in het bijzonder met de KNSM. Het Oostelijk Havengebied ondervond steeds meer concurrentie van het Westelijk Havengebied, dat beter geoutilleerd was voor de containervaart. In 1979 verhuisde de KNSM naar het Westelijk Havengebied. Twee jaar later ging het bedrijf op in Nedlloyd. Een gedetailleerde plattegrond uit 1985 geeft een beeld van de inrichting en bebouwing van het KNSM-eiland voor de herontwikkeling. Foto's uit dezelfde periode tonen aan dat vrijwel het gehele middengebied van het KNSM-eiland bedekt was met stelconplaten. Het is niet bekend uit welke tijd die dateren.

### Krakers en stadsnomaden
De gebouwen op het KNSM-eiland werden in maart 1979 overgenomen door de gemeente Amsterdam. Al voor het vertrek van de KNSM had de gemeente plannen om het eiland in te richten als woongebied, maar het was bekend dat die plannen niet snel gerealiseerd zouden kunnen worden. Het beheer van het haventerrein kwam in handen van het Gemeentelijk Havenbedrijf, dat de loodsen op jaarbasis verhuurde als opslagruimte. Vanaf 1980 namen krakers en kunstenaars bezit van de enigszins bewoonbare gebouwen, waaronder Loods 6, het douanegebouw, de KNSM-kantine (daarna "Edelweis" genoemd) en het NRM-kantoor ("Levantkade 10"). Vooral over dit laatste pand ontstonden langdurige discussies met wethouder Heerma, die stelde dat het pand voor de sloop bestemd was.
In de tweede helft van de jaren 1980 namen stadsnomaden de open ruimten tussen de gebouwen in bezit, waarna de verloedering inzette. De eerste groep vestigde zich onder de bomen bij het Mien Ruysplantsoen in redelijk onderhouden woonwagens, sommige met tuintjes. Elders op het eiland gingen de volgende groepen wonen in oude auto's, caravans, tenten en zelfgebouwde hutten. In de 'busbar', twee aan elkaar gelaste autobussen die geleidelijk verder werden uitgebouwd, verkochten Engelsen bier en pizza. Onder Edelweis ontstond een junkiedorp. Toezicht was er nauwelijks. De apotheose vond plaats in de zomer van 1989, toen de Mutoid Waste Company zich enkele weken op het KNSM-eiland vestigde en er Mad Max-achtige spektakelshows opvoerde. Daarna ging het verder bergafwaarts; er werd gevochten en er ontstonden brandjes. Eind 1989 werd het nomadendorp ontruimd. Een deel van de caravans, bussen en woonwagens werd verplaatst naar een afgelegen terrein ("de Heining") aan de Noordzeeweg, soms met de bewoners er nog in. De rest – hutten, woonkuilen en sloopauto's – werd platgewalst en met shovels opgeruimd. De krakers, van wie de meesten in gesprek waren met de gemeente en ontwikkelaars over de toekomst van 'hun' panden, mochten voorlopig blijven.

### Herontwikkeling
Anders dan het Java-eiland, waar vrijwel alle bestaande bebouwing tegen de vlakte ging, werd op het KNSM-eiland gekozen voor een combinatie van nieuwbouw met een te behouden deel van de oudbouw. Loods 1 werd gedeeltelijk gesloopt en loods 2 tot en met 5 geheel. Bij loods 6, het douanegebouw, het kantinegebouw en het NRM-kantoor waren krakers een sta-in-de-weg; mede daardoor bleven deze gebouwen van sloop gevrijwaard. De kraakpanden werden gerenoveerd in opdracht van woningbouwverenigingen en verhuurd aan de krakers. "Edelweis" werd voor een gulden verkocht aan de krakers-kunstenaars, die daarbij de verplichting op zich namen om het gebouw zelf te renoveren, inclusief asbestsanering.
Het KNSM-eiland werd vanaf circa 1990 heringericht en bebouwd volgens een masterplan van architect-stedenbouwkundige Jo Coenen. In de visie van Coenen paste een bebouwing met klassieke woonblokken in een vrij hoge dichtheid, gelegen aan een lange boulevard-achtige hoofdstraat, de KNSM-laan. Aan de zuidzijde van het KNSM-eiland verrezen twee zogenaamde 'superblokken', gesloten woonblokken rondom binnenhoven, Piraeus en Barcelona. Aan de noordzijde, tussen Surinamekade en KNSM-laan, werd geopteerd voor een reeks minder massieve appartementengebouwen met een verticaal accent in de vorm van een woontoren. Op de oostelijke punt van het eiland bouwde Coenen zelf het cilindrische Emerald Empire. In totaal zijn er circa 1300 wooneenheden gerealiseerd. De woningbouw in het Oostelijk Havengebied viel samen met een omslag in het Amsterdamse stedenbouwbeleid, waarbij het 'bouwen voor de buurt' plaatsmaakte voor het 'bouwen voor de markt'. Terwijl aan de zuidzijde van het KNSM-eiland (en -laan) de sociale woningbouw nog de overhand had, werden aan de iets later ontwikkelde noord- en oostzijde voornamelijk koopwoningen en vrije sector huurwoningen gebouwd. Omstreeks 1997 was de herontwikkeling zo goed als voltooid, op Hoogkade & Hoogwerf na. Het KNSM-eiland werd een van de populairste woonbuurten van Amsterdam en ontwikkelde zich daarnaast als een bestemming voor architectuurtoeristen. Het stedenbouwkundig ontwerp werd geprezen als "een voor Nederlandse begrippen uitzonderlijk monumentaal geheel".
In de krakerstijd en de eerste jaren daarna waren er geen winkels op het KNSM-eiland. De dichtstbijzijnde winkels bevonden zich in de Czaar Peterstraat. Begin 1993 vestigde zich in Loods 6 een (tijdelijke) Albert Heijn supermarkt. Na de renovatie van de loods kwamen er op de begane grond diverse commerciële eenheden (winkels, horeca, een galerie) en op de bovenverdiepingen ateliers en bedrijfsruimten. De grote Bagagehal werd geschikt gemaakt voor exposities. De Kompaszaal huisvestte enige tijd het Open Haven Museum (1986-2002). Na de oplevering van Hoogwerf in 2001 vestigden zich ook daar enkele winkels. In het NRM-gebouw aan het 'buspleintje' was lange tijd een winkel in kunstenaarsbenodigdheden gevestigd.
In de loop van 1993 was de nieuwe laan geschikt voor een buslijn, aanvankelijk bus 28, die zijn eindpunt aan de Javakade verruilde voor het naamloze pleintje aan het oosteinde van de KNSM-laan, sindsdien plaatselijk aangeduid als 'buspleintje'. In de periode 1994-2009 hebben er, maar niet tegelijkertijd en in deze volgorde, de lijnen 32, 61, 59, 42 en 41 gereden. Sinds 2009 rijdt bus 65 over de laan.

### Recente ontwikkelingen
Sinds begin 21e eeuw zijn enkele woningcorporaties overgegaan tot gedeeltelijke verkoop van hun voorraad sociale huurwoningen op het KNSM-eiland. Aan de KNSM-laan zijn dat de corporaties Lieven de Key en Stadgenoot. Een voorloper van laatstgenoemde, woningbouwvereniging Het Oosten, begon daar omstreeks 2005 mee in het woongebouw Barcelona (Albertcomplex). Anno 2024 is een groot aantal woningen verkocht, voor een deel aan niet-huurders. In het gebouw is sindsdien naast de huurdersvereniging een vereniging van eigenaars met circa 300 leden actief. Woningcorporatie Lieven de Key was betrokken bij een vanaf 1998 slepend conflict met de huurders/gebruikers van Loods 6 over de eigendomsrechten van het pand, de erfpacht en het beheer. De huurders wisten in 2012 te voorkomen dat Lieven de Key het pand ging verkopen. Het conflict werd in 2022 in der minne geschikt. Een jaar daarvoor (2021) kondigde Lieven de Key aan een deel van de woningen in gebouw Piraeus te willen verkopen.
In 2021-2022 werd de straat heringericht, waarbij onder andere de verkeersremmers (wegversmallingen en drempels) werden vernieuwd en een deel van het natuurstenen trottoir aan de zuidzijde werd vervangen door klinkers.

## Woonfunctie; overig gebruik
Volgens de Basisregistratie Adressen en Gebouwen (BAG) bevonden zich medio 2024 aan de KNSM-laan 773 adressen (huisnummers 11 t/m 891 en 2 t/m 822). Bij 630 daarvan betrof het wooneenheden die werden bewoond door 625 een- of meerpersoonshuishoudens, met in totaal 1.045 personen. Dat betekent dat bijna de helft van de 2.315 inwoners van het KNSM-eiland aan de KNSM-laan woonde. Hoewel een aanzienlijk deel van de woningvoorraad anno 2023 uit sociale huurwoningen bestond (met name aan de zuidzijde van de straat), bedroeg de gemiddelde WOZ-waarde van een woning in dat jaar € 595.780, ruim meer dan het Amsterdams gemiddelde (€ 456.597), maar iets minder dan het wijkgemiddelde (€ 630.000).
Van de 143 adressen aan de KNSM-laan die medio 2024 geen woonfunctie hadden, was het merendeel te vinden in Loods 6, een voormalige havenloods met meer dan honderd kunstenaarsateliers en werkplaatsen, alsmede enkele winkelunits en andere functies. Een ander voormalig havengebouw, het zogenaamde NRM-pand (zie § Architectuur), huisvestte in 2024 een tiental ateliers en bedrijfsruimten. Een beperkt aantal winkels was te vinden in het westelijk deel van de straat, zowel aan de zuidzijde (in de plint van gebouw Hoogwerf) als aan de noordzijde (Loods 6). In laatstgenoemd gebouw waren medio 2024 tevens een sportschool, een galerie, een kunstuitleen en een horecagelegenheid (Kompaszaal) gevestigd. Een andere horecagelegenheid, een Balinees restaurant, was op dat moment gevestigd op de noordwesthoek van gebouw Barcelona.
Aan de zuidwestzijde van de laan ligt het Mien Ruysplantsoen, dat een beperkte recreatieve functie vervult voor de buurt. Hier, op het nabije Levantplein en aan de Venetiëstraat staan enkele speeltoestellen voor kinderen.

## Verkeer en inrichting
De KNSM-laan is de enige straat op het KNSM-eiland waar gemotoriseerd verkeer in beide richtingen is toegestaan. In feite is bijna het hele eiland per auto, motor of scooter slechts te bereiken via deze laan. GVB bus 65 maakt eveneens gebruik van de laan en heeft er drie haltes: aan het begin (feitelijk Azartplein), halverwege (Levantplein) en aan het einde ('buspleintje'; tevens begin- en eindhalte). De halte Azartplein is een overstaphalte voor het openbaar vervoer (tram 7, bus 43 en het Oostveer). Betaald parkeren is toegestaan aan beide zijden van de laan op de daartoe aangegeven plaatsen.

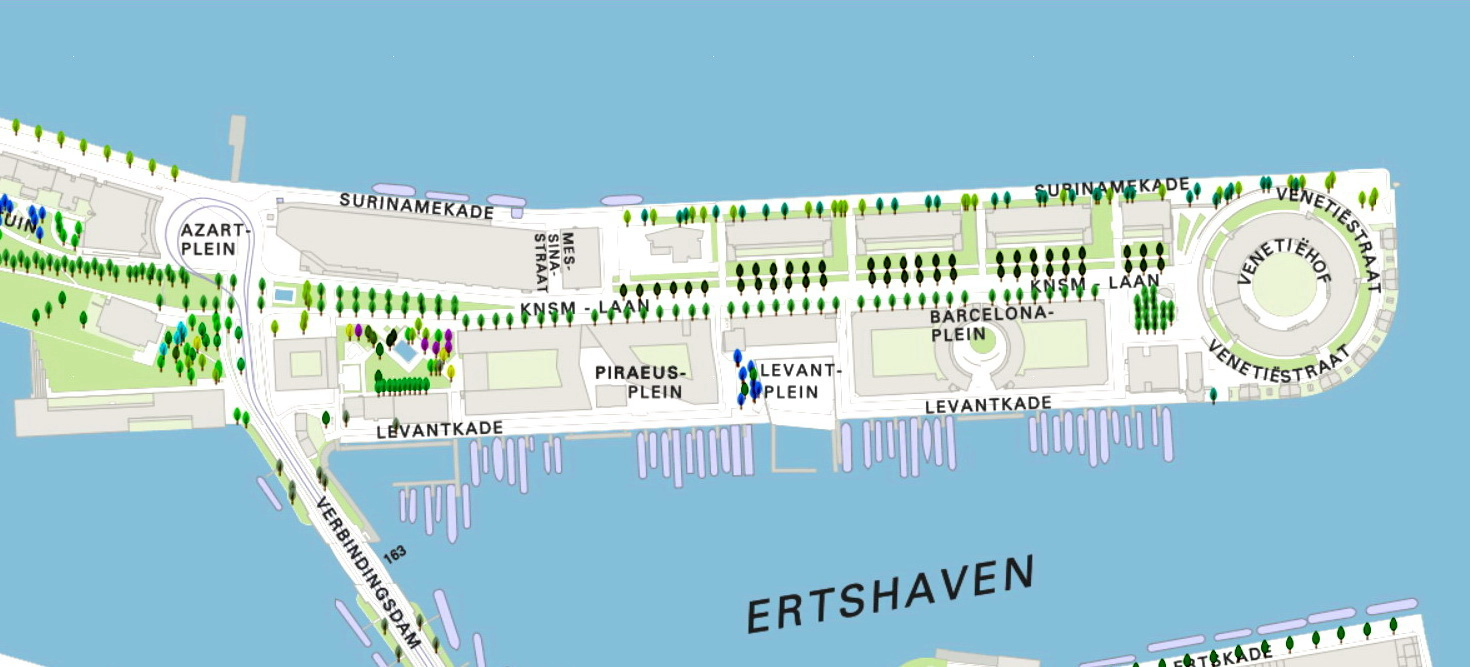
BAG-kaart met groengebieden en bomen

De inrichting van de laan is in de eerste plaats gericht op een doelmatige afwikkeling van de verkeerstromen. Daarnaast is op veel plaatsen gekozen voor een traditioneel straatprofiel: een verlaagd wegdek en een verhoogd trottoir, waardoor tevens minder antiparkeerpaaltjes nodig zijn. Het wegdek is, met uitzondering van drie zijden van het buspleintje, geasfalteerd. De rijbaan bestaat meestal uit twee gescheiden rijstroken, gescheiden door een middenberm. Op zes plaatsen zijn verkeersremmende verkeersdrempels aangebracht, in twee gevallen gecombineerd met wegversmallingen. Die laatste zijn voorzien van deels vrijliggende fietsstroken met vluchtheuvels, wegmarkeringen, zwartwit gestreepte verkeerszuiltjes en F6-verkeersborden (zie eerste afbeelding onder Oostelijk straatdeel). Elders ontbreken fietsstroken. Veel fietsers maken gebruik van de parallel lopende, verkeersluwe Levantkade. Aan beide zijden van de laan bevinden zich parkeerstroken, die geplaveid zijn met gele klinkers, gelegd in elleboogverband. Anders dan de kades op het KNSM-eiland is aan de KNSM-laan relatief veel groen aanwezig. Het straatmeubilair (zitbanken, afvalbakken, amsterdammertjes) is omstreeks 1990 speciaal voor het Oostelijk Havengebied ontworpen door de Dienst Ruimtelijke Ordening. De vorm van de amsterdammertjes doet enigszins denken aan meerpalen en ook de donkerblauwe kleur sluit aan bij het nautische karakter van het gebied.

### Westelijk straatdeel

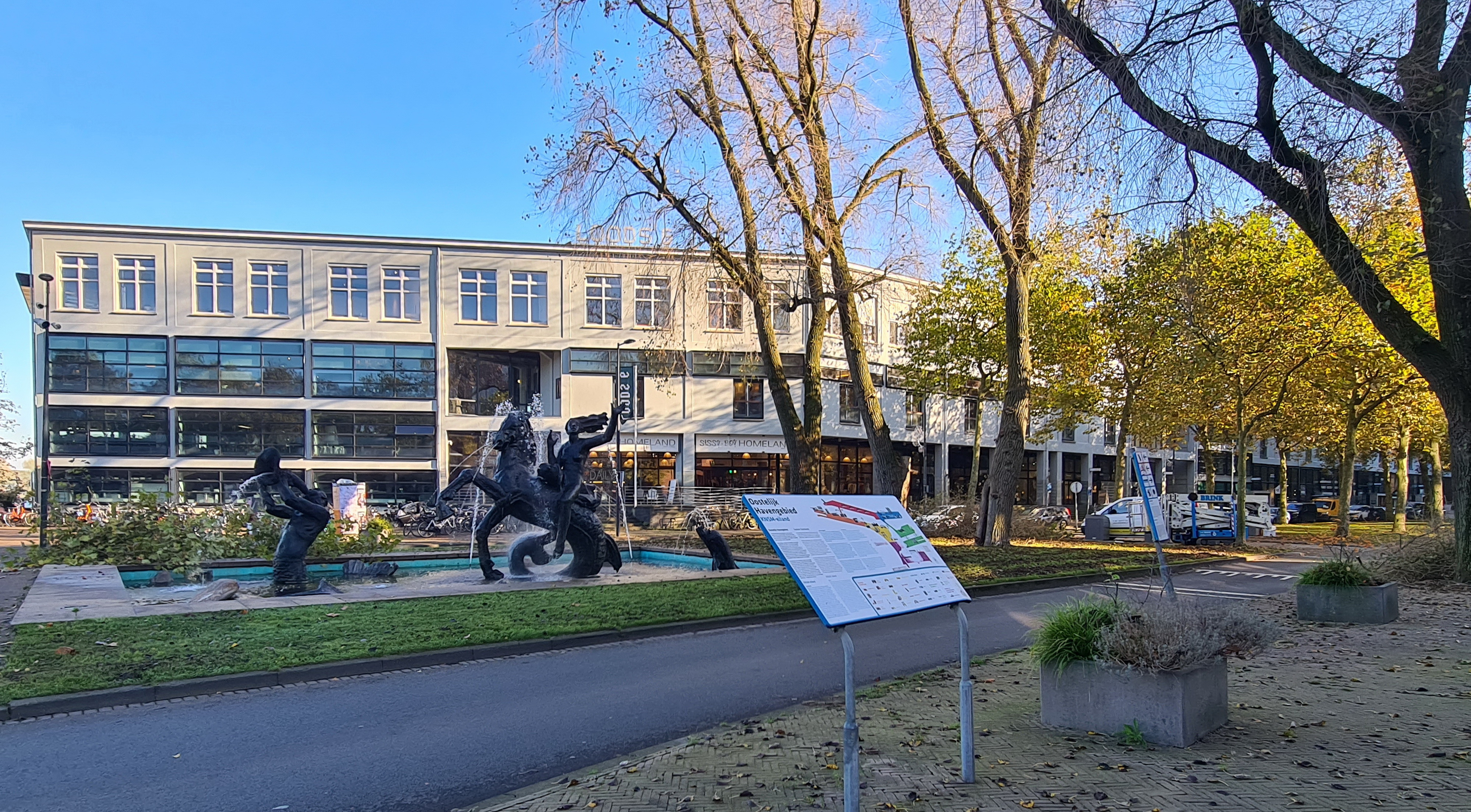
Brede middenberm nabij het Azartplein met fontein Amphitrite en vier van de "zeven gezusters". Op de achtergrond Loods 6

Het westelijk deel van de KNSM-laan heeft een trechtervorm; vanaf het Azartplein versmalt de laan zich geleidelijk, tot zij bij de Kompaszaal en het douanegebouw van gevel tot gevel nog maar zo'n 25 meter breed is. Dit deel is het stenigst; hier is slechts ruimte voor een enkele bomenrij aan de zuidkant. Bij de Kompaszaal eindigt de groene middenberm, die bij het Azartplein met een breedte van 18 meter begon. Hier bevindt zich sinds 2009 de fontein en beeldengroep Amphitrite. Optisch is deze strook met bomen, gras en voorjaarsbloeiers verbonden met zowel het plantsoen, dat feitelijk deel uitmaakt van de KNSM-laan, als met de Bogortuin op het Java-eiland. Dwars op de laan, gedeeltelijk in de middenberm, staat een rij van vijf hoge populieren, een restant van wat ooit de "zeven gezusters" waren.
Bij de herinrichting van het KNSM-eiland in de jaren 1990 koos men voor de omgeving van de oude havengebouwen voor een gele klinkerbestrating, gelegd in keperverband en onverhoogd, dus zonder stoepranden. Diezelfde bestrating is voortgezet nabij het plantsoen en rondom het gebouw Hoogwerf op de zuidwestelijke hoek van de laan. Bij Hoogwerf heeft het trottoir met een breedte van 17 meter een pleinachtig aanzien. Hier staan anno 2024 plantenbakken en een informatiebord over het Oostelijk Havengebied. Langs de gezaagtande rand van het Mien Ruysplantsoen zijn zitbanken geplaatst, die uitzicht bieden op de groene middenberm. Verder naar het oosten verandert de bestrating bij de grootschalige woongebouwen Piraeus en Barcelona. Hier is gekozen voor een zeven meter brede, verhoogde stoep, geplaveid met twee materialen: aan de kant van de bebouwing grote plavuizen van Belgische hardsteen, in tegelverband en met extra brede voegen; aan de straatzijde een brede strook rode klinkers, gelegd in halfsteensverband. In de klinkerstrook staan platanen, met daartussen ruimte voor fietsenrekken (roestvrijstalen 'nietjes') en ondergrondse afvalcontainers.

### Oostelijk straatdeel
De verhoogde stoep van grijze natuursteen en rode klinkers zet zich aan de zuidzijde van de KNSM-laan voort tot aan het einde van de straat, slechts onderbroken door enkele uitritten van parkeergarages en de pleinachtige zijstraten aan weerszijden van het kantinegebouw, waarvan de gele klinkerbestrating aansluit bij het Levantplein. Aan de noordzijde van de laan wordt het beeld bepaald door een 17 meter brede grasstrook met een dubbele rij esdoorns. Tussen de bomenrijen ligt een wandelpad van hergebruikte, roestige stelconplaten. De verharde middenberm in dit straatdeel heeft door de bolle vorm en kasseibestrating een verkeersremmende werking.
Aan het oosteinde van de laan ligt het zogenoemde 'buspleintje', dat een afwijkende inrichting heeft. De bestrating van de rijweg bestaat hier uit gele en roodbruine klinkers (zuid- en westzijde) of kasseien (oostzijde), dat laatste vermoedelijk om het verkeer af te remmen dat hier het einde van de laan heeft bereikt. Het verhoogde middendeel van het plein is eveneens geplaveid met kasseien, waarin een pad van vlakke klinkers is gelegd ten behoeve van mensen met een beperking. Dit pleindeel is beplant met een twintigtal leiplatanen, waarvan de aaneengesloten kruinen in de zomer een groen dak vormen. Op het pleintje bevinden zich een utiliteitsgebouwtje annex kunstobject (zie § Kunst), een bushokje, enkele ondergrondse afvalcontainers en een 'wormenhotel'.
Afbeeldingen inrichting oostelijk straatdeel

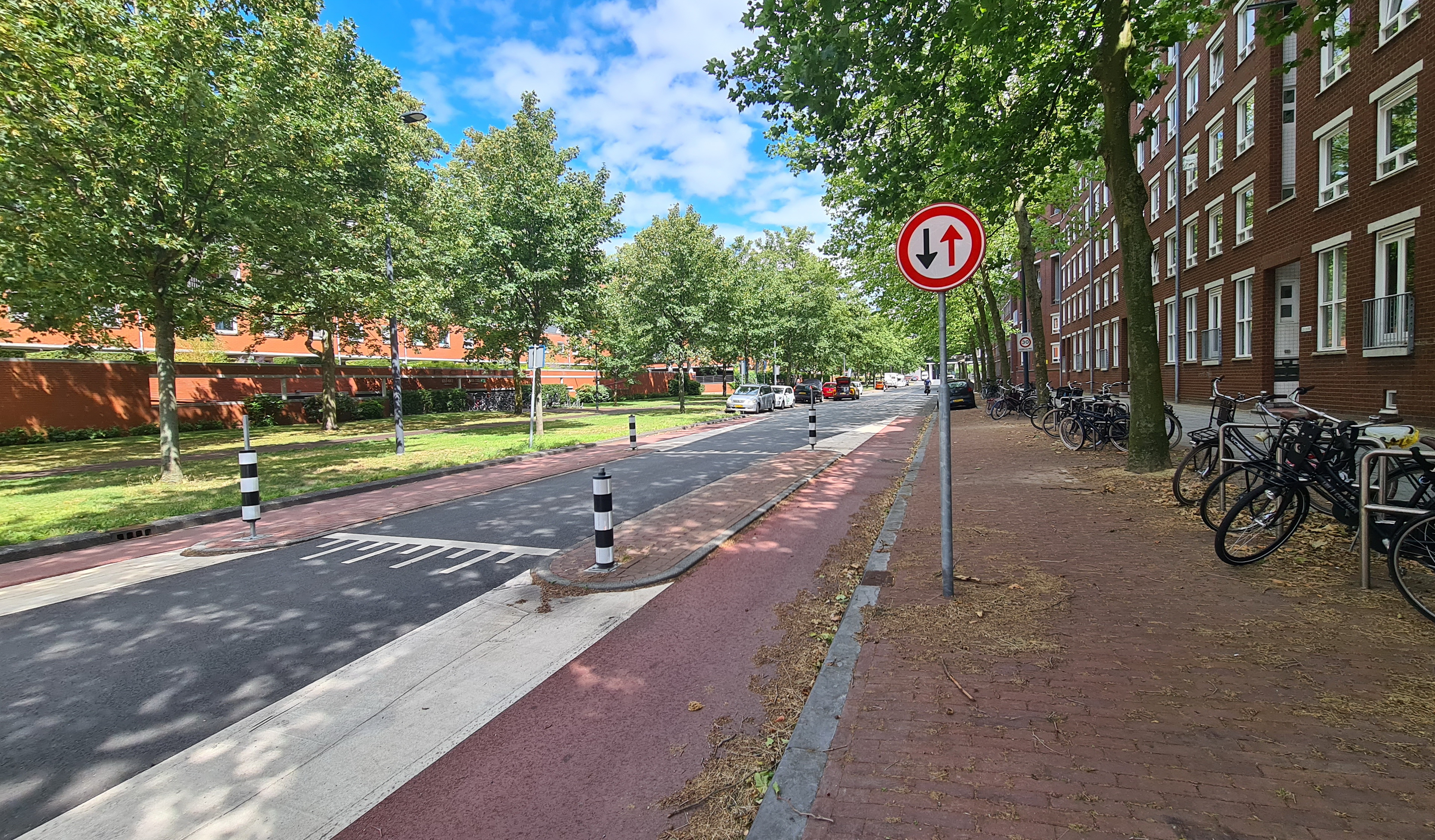
Verkeersremmende wegversmalling en gedeeltelijk vrijliggende fietsstrook
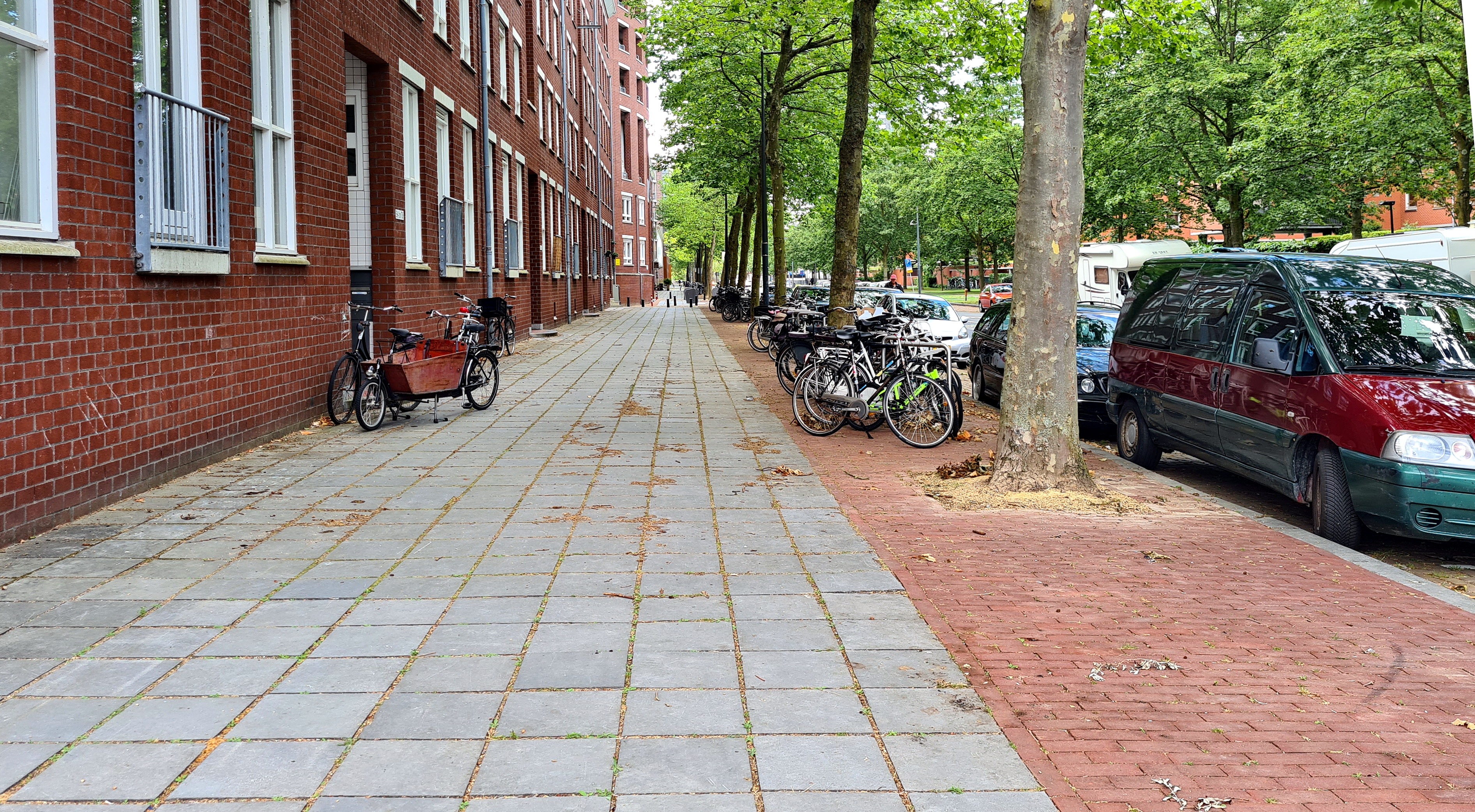
Stoep met plavuizen en klinkers
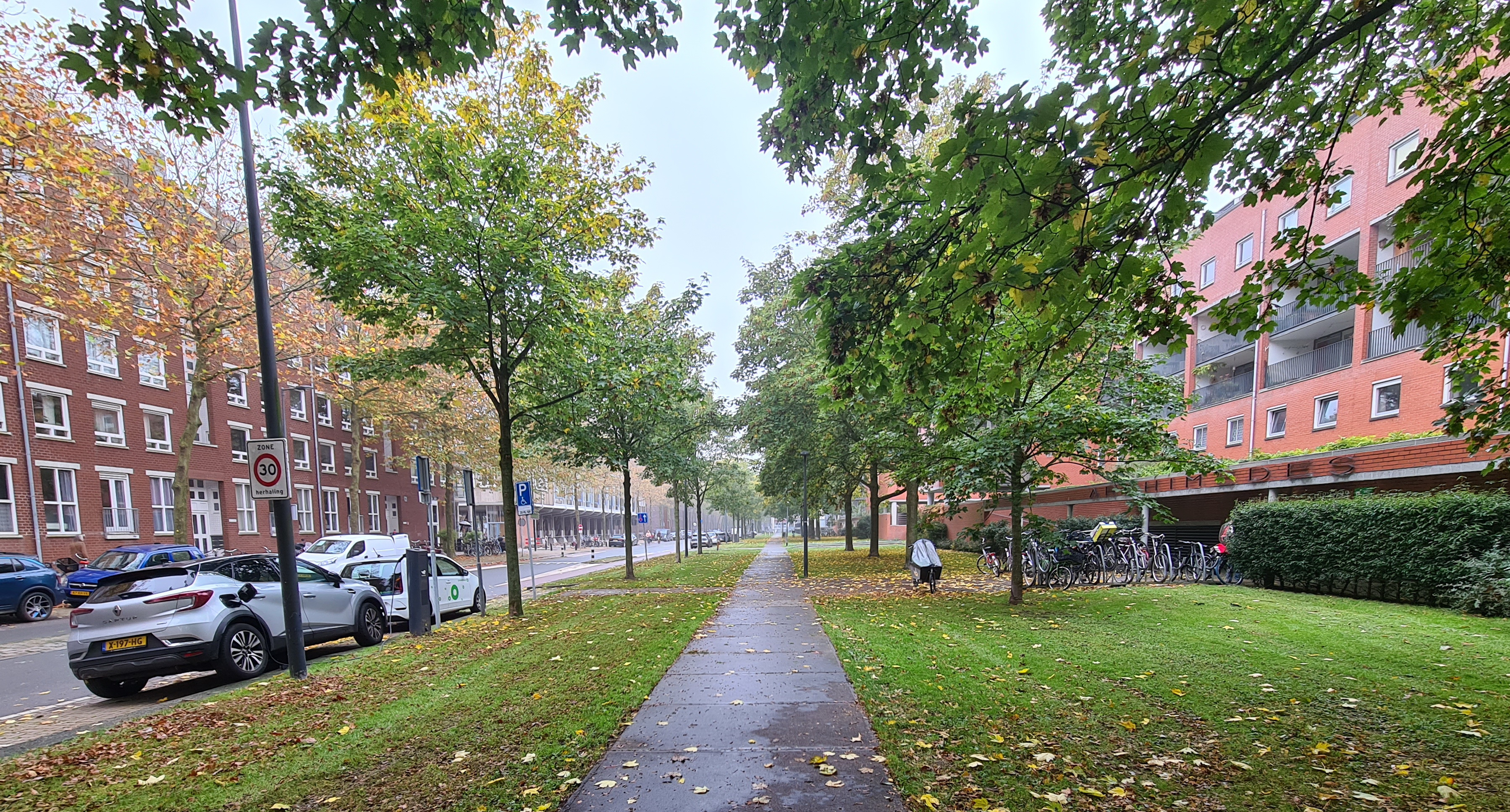
Grasstrook met esdoorns en voetpad van stelconplaten
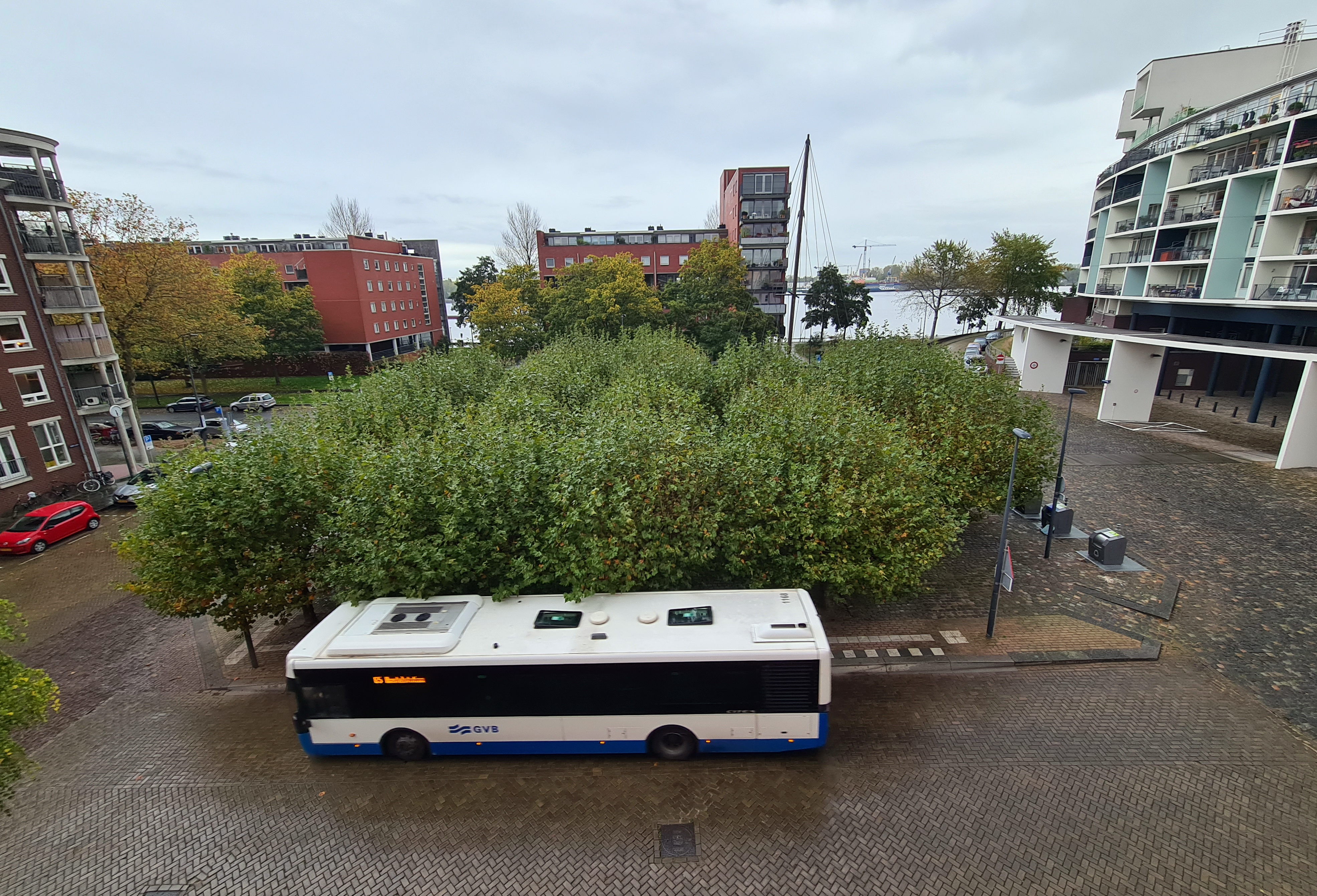
'Buspleintje' met leiplatanen
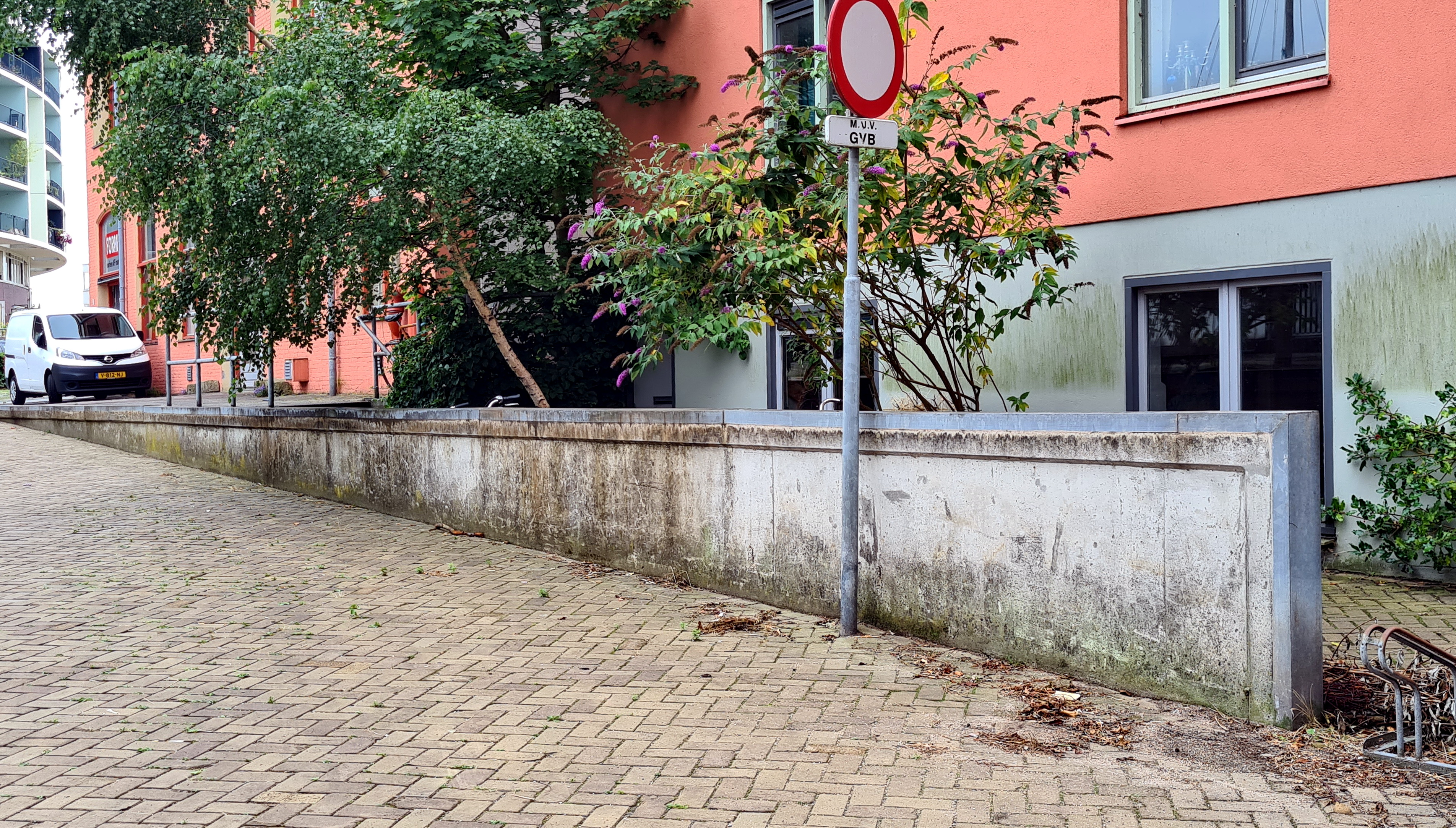
Oplopend buspleintje met klinkerbestrating

## Architectuur
Bij de herontwikkeling van het KNSM-eiland bleef een deel van de havengebouwen behouden, waardoor een mix van oud- en nieuwbouw is ontstaan. Aan de KNSM-laan liggen vier oudere gebouwen die van de sloophamer gespaard bleven:
- Loods 6, verreweg het grootste gebouw, met daarin de Kompaszaal, de eersteklas aankomst- en vertrekhal van de KNSM; in 1994-1997 verbouwd tot ateliergebouw met diverse andere functies.[61]
- Voormalig douanegebouw, oorspronkelijk verbonden met Loods 6; in 1991 verbouwd tot woonwerkgebouw.[62]
- Voormalige KNSM-kantine of "Edelweis", de markante, op stalen poten rustende bedrijfskantine annex ontspanningsruimte van de KNSM; begin jaren 1990 verbouwd tot acht atelierwoningen.[63]
- Voormalig administratiegebouw van de Nieuwe Rijnvaart Maatschappij (NRM), in de krakerstijd bekendstaand als "Levantkade 10"; in 1991-92 verbouwd tot woonwerkgebouw; gedeeltelijk vervangen door nieuwbouw.[64][65]

Loods 6 en het kantinegebouw zijn gemeentelijke monumenten. Naast de vier havengebouwen is ook het voormalig bedrijfsparkje van de KNSM uit circa 1952 behouden gebleven. Het werd in 1994 onder leiding van de oorspronkelijke ontwerpster Mien Ruys gerestaureerd en heet sindsdien officieel Mien Ruysplantsoen.
Bij de nieuwbouw trekken de twee door Coenen bedachte, 170 meter lange, zestig meter brede en acht verdiepingen hoge 'superblokken' de aandacht: Piraeus en Barcelona, beide aan de zuidzijde van de laan gelegen. Stedenbouwkundig gezien is het complex Hoogkade & Hoogwerf het derde superblok; alleen Hoogwerf ligt aan de KNSM-laan. Aan de noordzijde vormt de antracietkleurige woontoren Skydome de markante overgang van oud naar nieuw. De vier aansluitende woongebouwen, waarvan het meest oostelijke kleiner is, doen denken aan een locomotief die drie wagons voorttrekt. De U-vormige woonblokken van Frank en Paul Wintermans zijn genoemd naar Griekse filosofen, van oost naar west: Socrates, Pericles, Archimedes en Diogenes. De laan wordt afgesloten door het cilindervormige Emerald Empire van Jo Coenen, dat als een focuspunt gesitueerd is in de as van de straat.
De nieuwbouw aan de KNSM-laan (en elders in het Oostelijk Havengebied) geniet faam als staalkaart van de Nederlandse (en Europese) architectuur van de late twintigste eeuw. Niet iedereen was enthousiast over het resultaat. De architectuurcriticus Hans Ibelings schreef in 2003: "Deze twee gebouwen [Piraeus en Barcelona] accentueren dat het op dit eiland ieder voor zich is en de onvolkomen monumentaliteit van de KNSM-laan voor allen. De laan heeft echter te weinig kracht om de afzonderlijke gebouwen samen te binden. Dat de strook met bebouwing ten noorden van de laan een achterkantkarakter heeft, werkt net zomin bevorderend als de beëindiging van de laan in het enigszins teleurstellende woongebouw van Jo Coenen, dat niet de monumentale werking heeft die het in maquettevorm suggereerde." De architectuurcriticus van NRC Handelsblad, Bernard Hulsman, was positiever: "Met het KNSM-eiland nam Amsterdam, als een van de eerste Nederlandse gemeenten, afscheid van de modernistische stedenbouw. [...] Vooral de reusachtige bouwblokken aan de zuidkant van de KNSM-laan zijn monumentaler dan alles wat in Berlages gerealiseerde Plan-Zuid voorkomt. Van deze machtige bouwwerken zou de donkere sculpturale kolos van Kollhoff en Rapp overigens uitgroeien tot het invloedrijkste gebouw van de Nederlandse architectuur uit de jaren negentig."
Lijst van bouwwerken
Alle bouwwerken aan de KNSM-laan zijn hieronder paarsgewijs afgebeeld, gaande van west naar oost. Links staan de gebouwen aan de noordzijde van de laan, rechts de ertegenover liggende gebouwen aan de zuidzijde. Vermeld worden: de gebruikelijke naam van het gebouw (of plantsoen), de architect(en) en het jaar van oplevering.
| Afbeelding | Naam en adres (noordelijke straatwand)                        | Architect                                                                                   | Jaar  | Afbeelding | Naam en adres (zuidelijke straatwand)                                          | Architect                                            | Jaar       |
| ---------- | ------------------------------------------------------------- | ------------------------------------------------------------------------------------------- | ----- | ---------- | ------------------------------------------------------------------------------ | ---------------------------------------------------- | ---------- |
|            | Loods 6 (westelijk deel) KNSM-laan 11-311                     | J.G. & A.D. van Gendt / Villanova Architecten (renovatie)                                   | 1922  |            | Hoogwerf KNSM-laan 2-98 & Azartplein 2-36                                      | Diener & Diener                                      | 2001       |
|            | Loods 6 (middendeel) KNSM-laan 11-311                         | J.G. & A.D. van Gendt / Villanova Architecten (renovatie)                                   | 1922  |            | Mien Ruysplantsoen                                                             | Mien Ruys                                            | 1952/ 1994 |
|            | Loods 6 (oostelijk deel) KNSM-laan 11-311 & Messinastraat 1-3 | J.G. & A.D. van Gendt / Johan van Tienhoven (interieur) / Villanova Architecten (renovatie) | 1922  |            | Piraeus (westvleugel) KNSM-laan 204-378                                        | Kollhoff & Rapp                                      | 1994       |
|            | Douanegebouw KNSM-laan 313-325 & Messinastraat 2-48           | onbekend / Villanova Architecten (renovatie)                                                | 1922? |            | Piraeus (middendeel) KNSM-laan 380-410 & Piraeusplein                          | Kollhoff & Rapp                                      | 1994       |
|            | Skydome KNSM-laan 327-525                                     | Wiel Arets                                                                                  | 1996  |            | Piraeus (oostvleugel) KNSM-laan 412-610                                        | Kollhoff & Rapp                                      | 1994       |
|            | Diogenes KNSM-laan 527-629                                    | Frank & Paul Wintermans                                                                     | 1994  |            | Kantinegebouw ("Edelweis") Levantplein 1-15                                    | Piet Verschuyl                                       | 1960       |
|            | Archimedes KNSM-laan 631-733                                  | Frank & Paul Wintermans                                                                     | 1994  |            | Barcelona (westvleugel) KNSM-laan 612-658                                      | Bruno Albert                                         | 1993       |
|            | Pericles KNSM-laan 735-837                                    | Frank & Paul Wintermans                                                                     | 1994  |            | Barcelona (oostvleugel) KNSM-laan 660-754                                      | Bruno Albert                                         | 1993       |
|            | Socrates KNSM-laan 839-891                                    | Frank & Paul Wintermans                                                                     | 1994  |            | voormalig NRM-kantoor ("Levantkade 10") KNSM-laan 756-810 & Levantkade 265-271 | J.G. & A.D. van Gendt / CASA Architecten (renovatie) | 1909?      |
|            | Emerald Empire Venetiëhof 1-225                               | Jo Coenen                                                                                   | 1996  |            | nieuwbouw NRM-locatie KNSM-laan 812-818 & Venetiëstraat 2-24                   | CASA Architecten                                     | 1992       |

## Kunst
In en nabij de KNSM-laan bevinden zich zes kunstwerken. Vier werken staan in de openbare ruimte van de laan en twee andere, Passages en Eerste steen, grenzen er aan.
- In de middenberm van de laan bij het Azartplein staat in een vijver de fontein en beeldengroep Amphitrite van Albert Termote uit 1956. Tot 1980 stond de beeldengroep in de nog bestaande vijver in het vlakbij gelegen Mien Ruysplantsoen. Na het vertrek van de KNSM lagen de bronzen beelden enige tijd opgeslagen, waarna ze van 1989 tot 2007 in het Oosterdok stonden. Vanaf 2009 staat Amphitrite op de huidige plaats.
- In het Mien Ruysplantsoen, onderdeel van de openbare ruimte van de KNSM-laan, bevindt zich het kunstwerk annex zitobject Verzonken tafel van Marjet Wessels Boer uit 2007. Het object, ook wel "buurttafel" genoemd, is ontworpen in een stijl passend bij het tuinontwerp van Mien Ruys.
- Het kunstwerk Passages van Arno van der Mark uit 1994 markeert de grens tussen het woongebouw Piraeus en het Mien Ruysplantsoen. Het markeert tevens de verbinding tussen het bestaande plantsoen en een verdwenen deel, dat sinds 1994 de westelijke binnentuin van Piraeus vormt. Het transparante, 's avonds verlichte kunstwerk bestaat uit twaalf kolommen, voorzien van 96 plattegronden van Parijs.
- Op de stoep bij de entree van de Kompaszaal (Loods 6) staan sinds 1998 vier gebeeldhouwde reliëfs van Hildo Krop uit 1916-1921, genaamd Havenwerkers. De zandstenen sculpturen waren oorspronkelijk onderdeel van het kantoorgebouw van de Koninklijke Hollandsche Lloyd aan de Oostelijke Handelskade, dat in 1972 werd gesloopt.
- In de voetgangerspassage tussen de KNSM-laan en het Barcelonaplein ligt ingebed in het plaveisel het kunstwerk Eerste steen van Jouke Kleerebezem uit 1993. Het kunstwerk is geïntegreerd in een 'luie trap', waarbij de hardstenen randen van de traptreden zijn voorzien van poëtische teksten in vijf talen.
- Op het 'buspleintje' aan het oosteinde van de KNSM-laan staat een paviljoenachtig gebouwtje annex kunstobject, Carrousel genoemd, omstreeks 1993 ontworpen door architect Babet Galis. Het doet dienst als GEB-transformatorhuisje en gasdrukregelstation, en als schaftlokaal voor GVB-chauffeurs.[75] De halfronde gevel is bekleed met cortenstaal; het rechte geveldeel bestaat uit spiegelglas. Het geïntegreerde kunstwerk lijkt op een scheepsmast met kraaiennest.

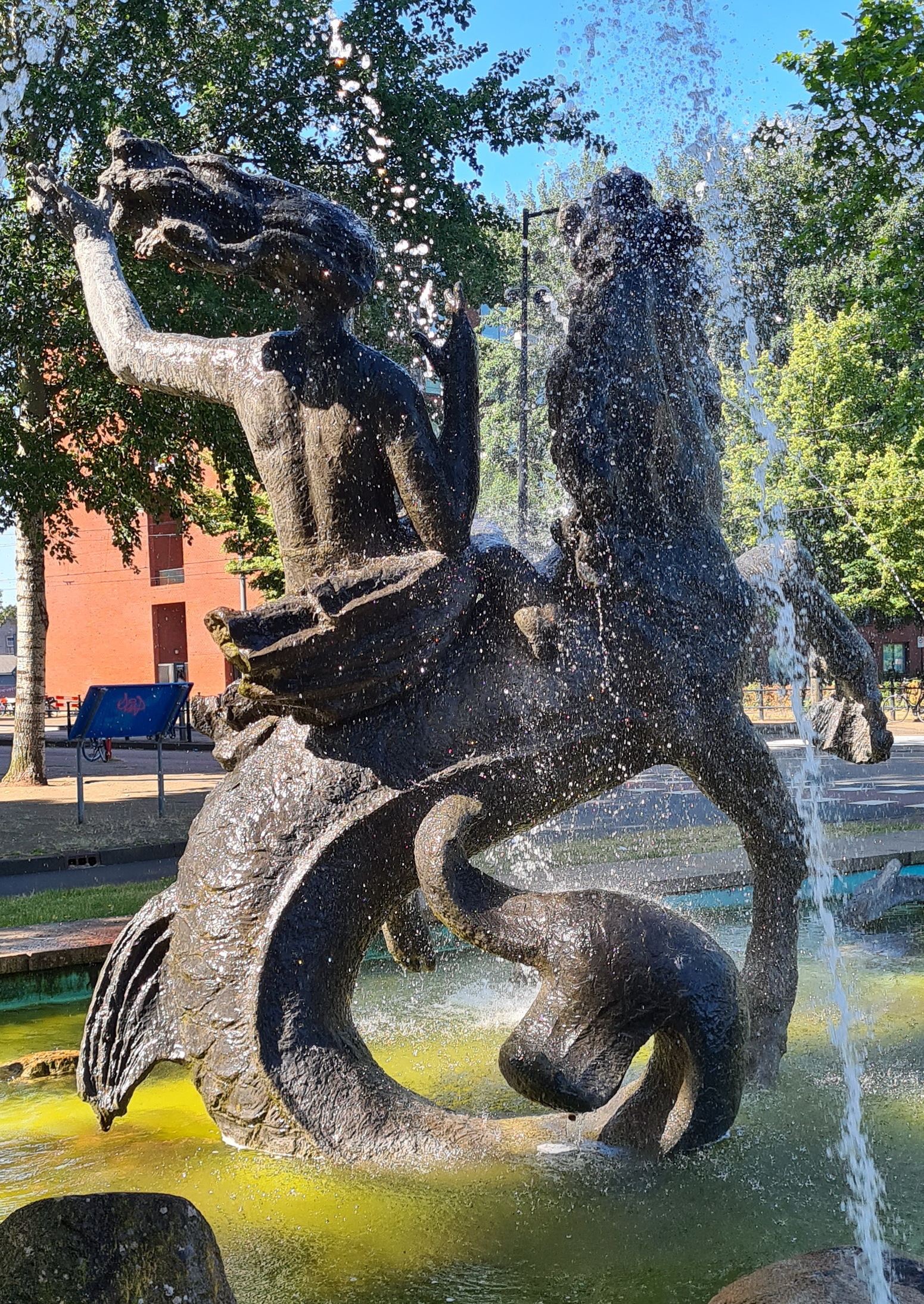
Amphitrite
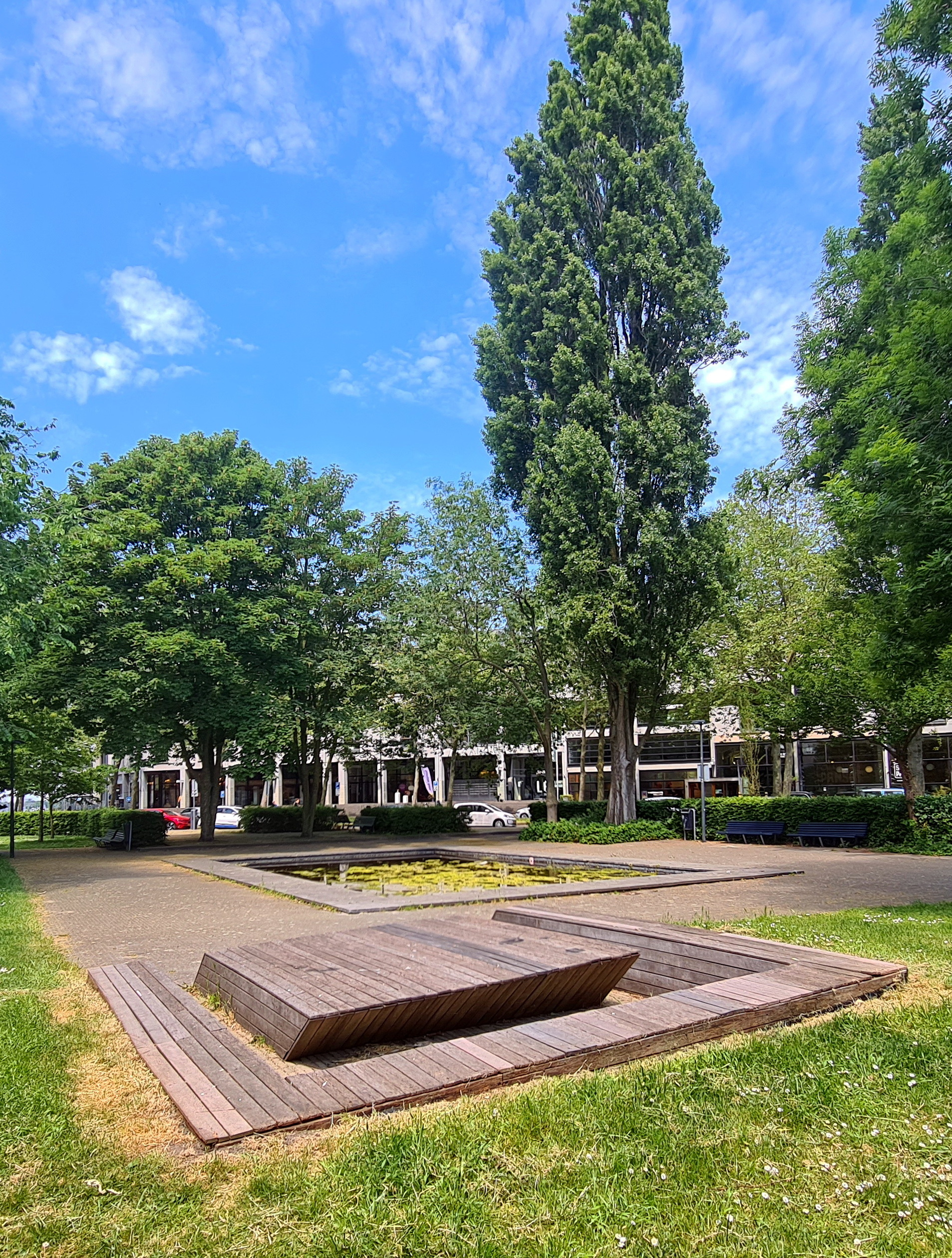
Verzonken tafel
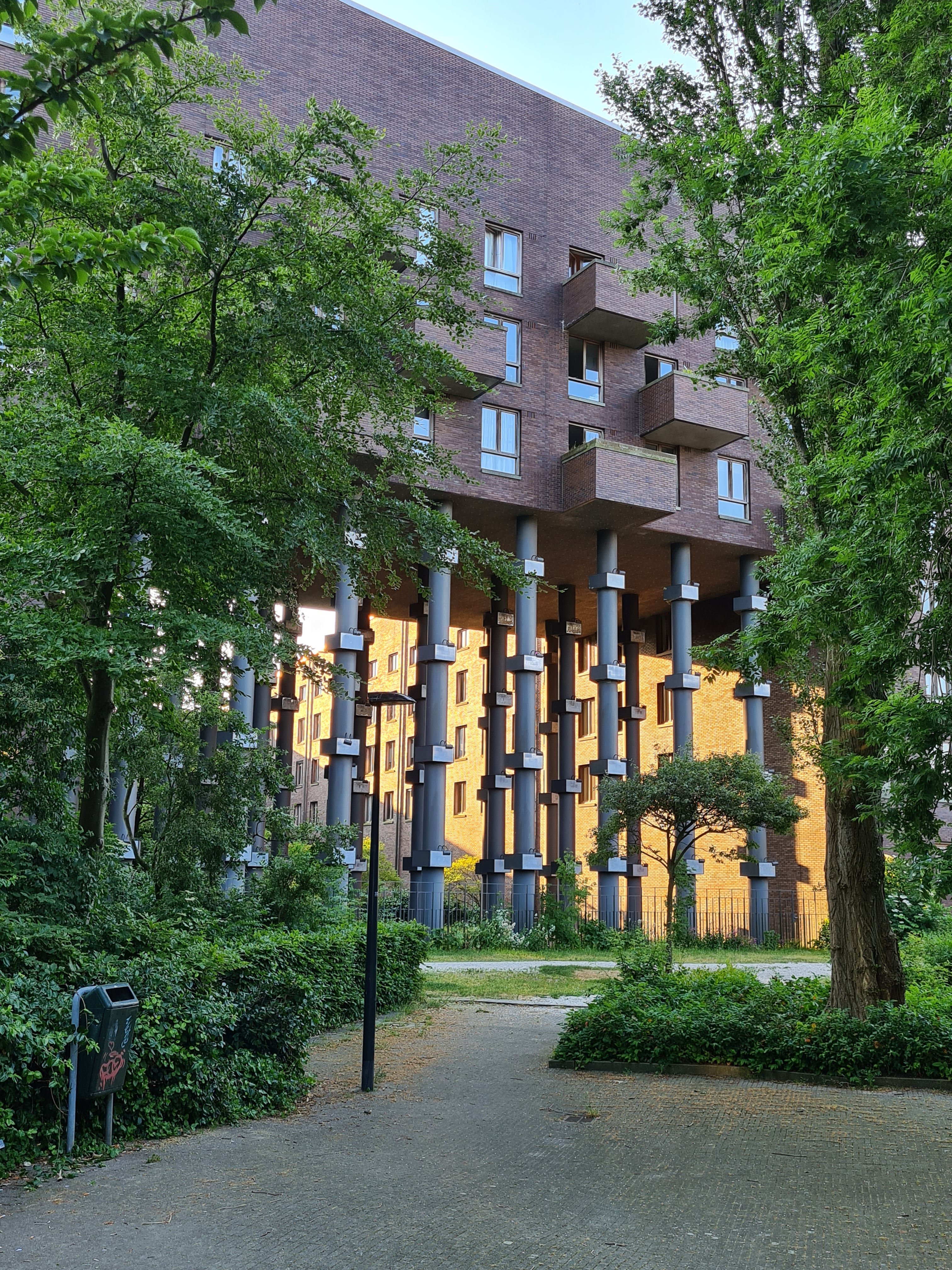
Passages
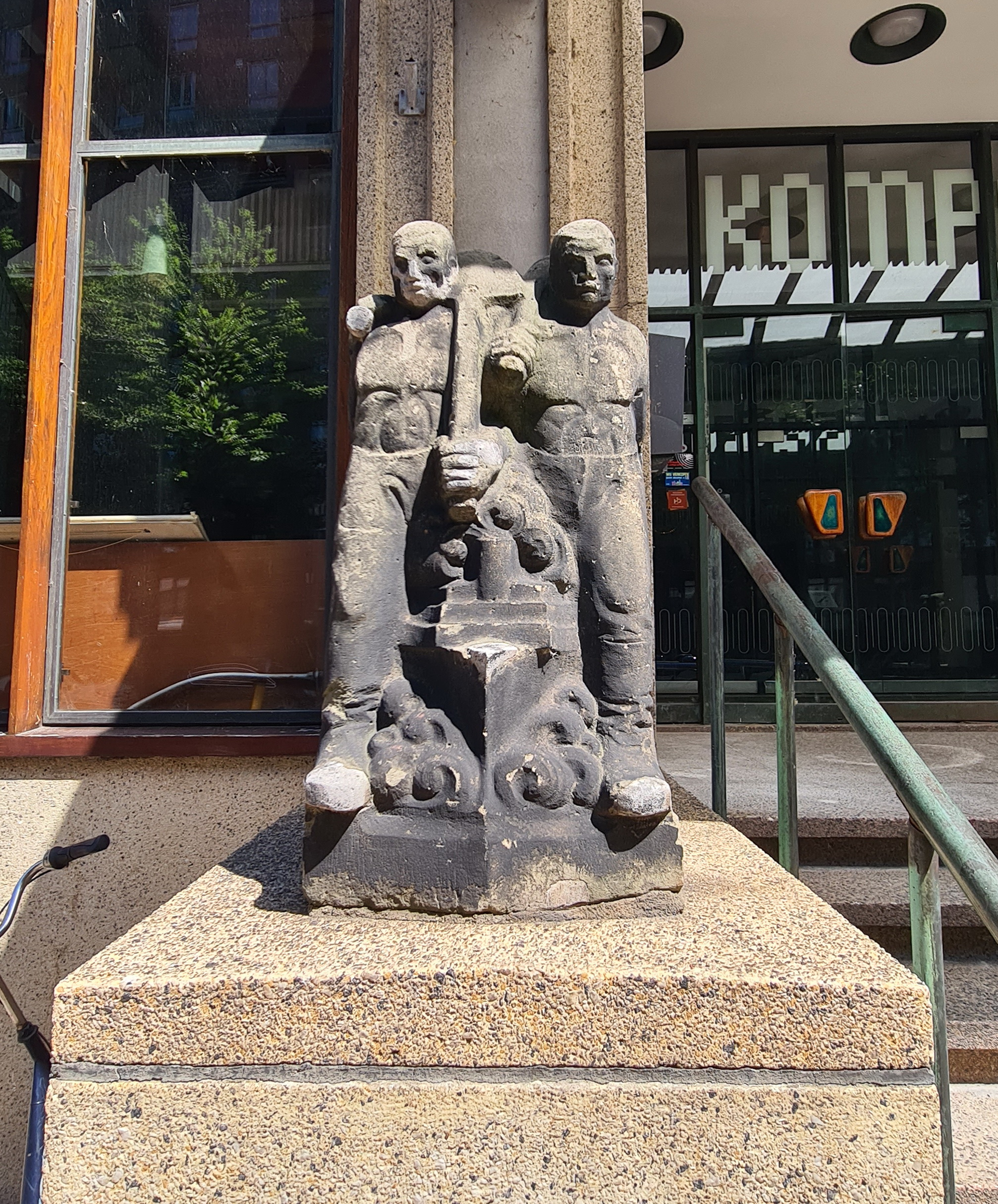
Havenwerkers
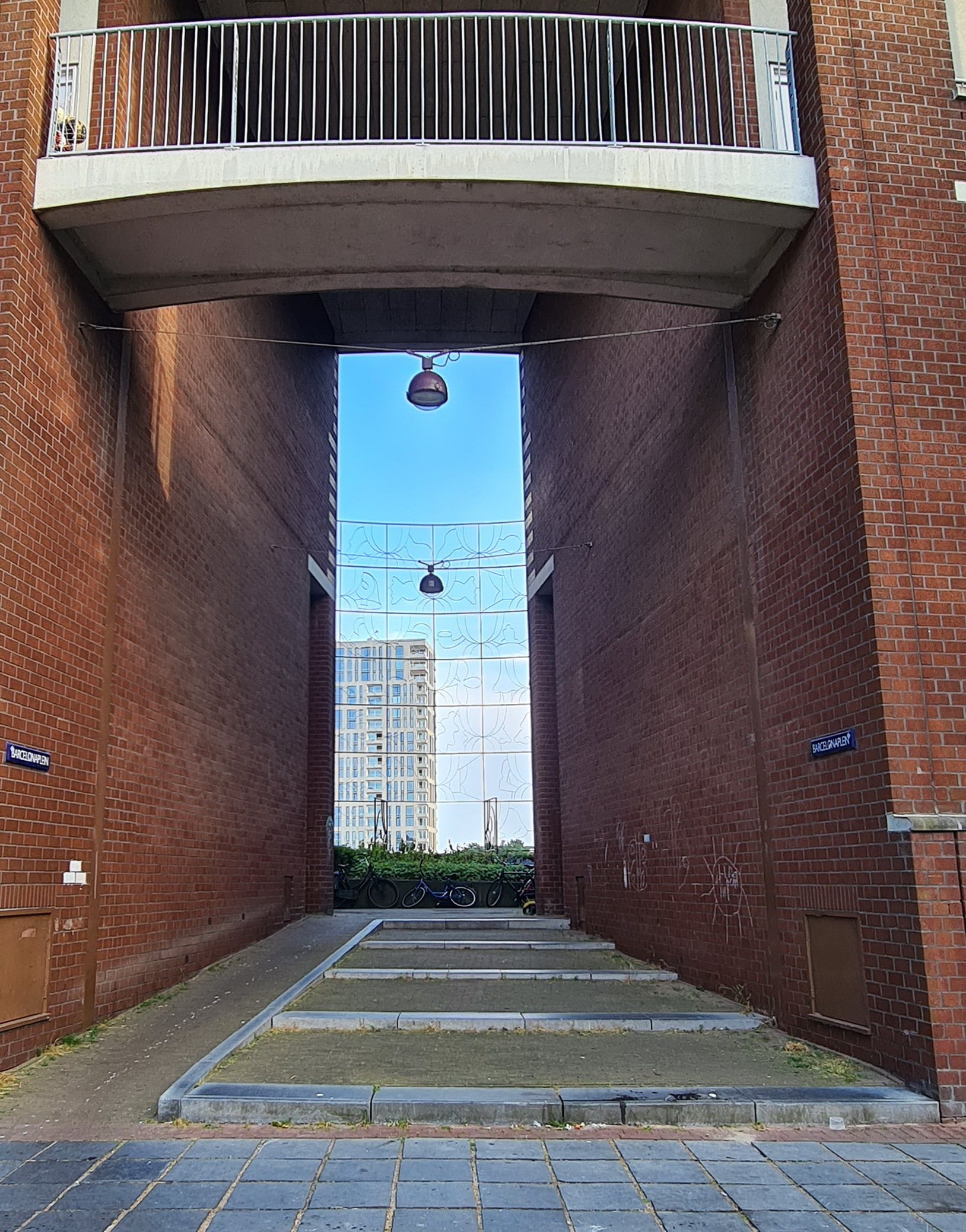
Eerste steen
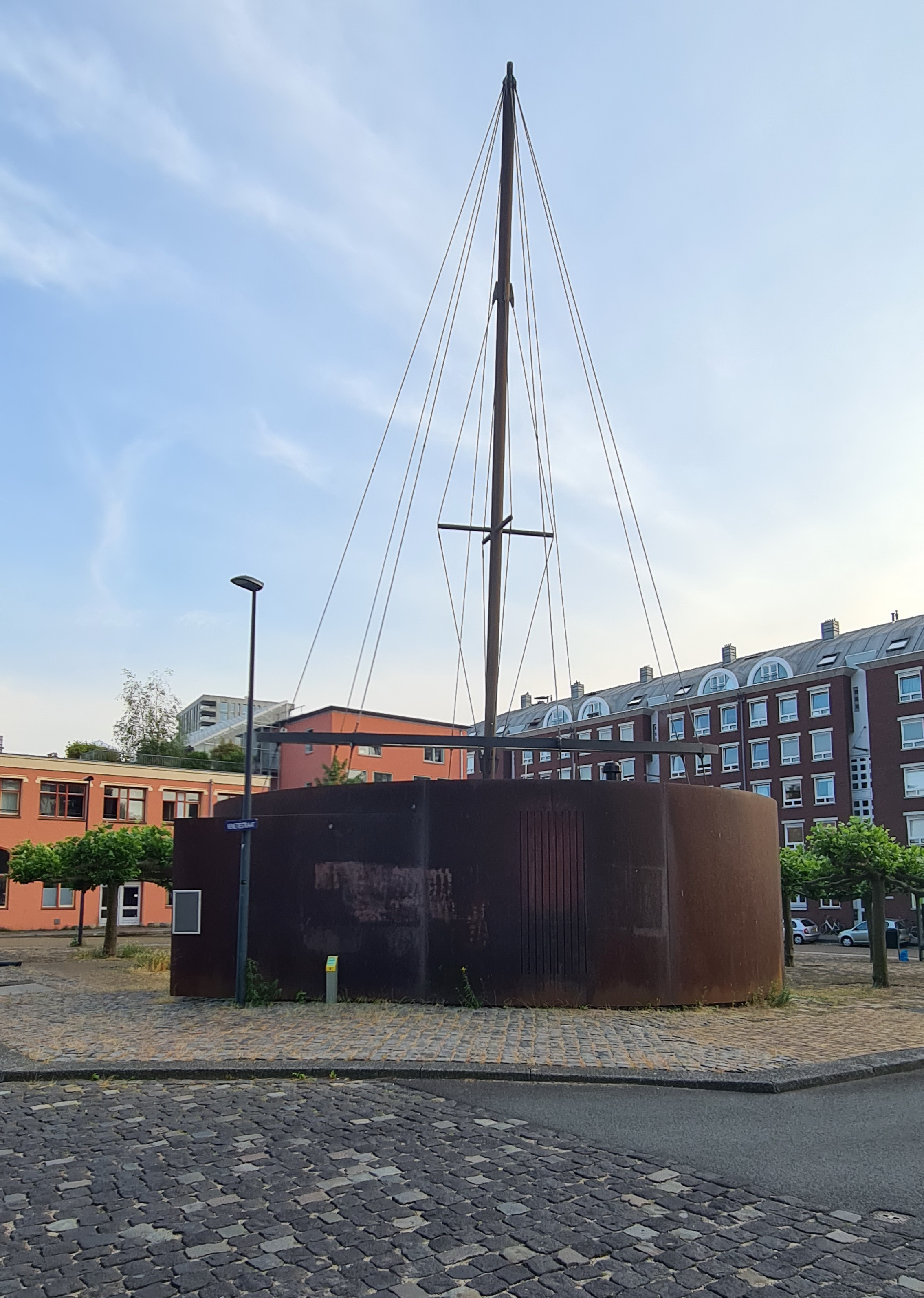
Carrousel